# Dente de ovo

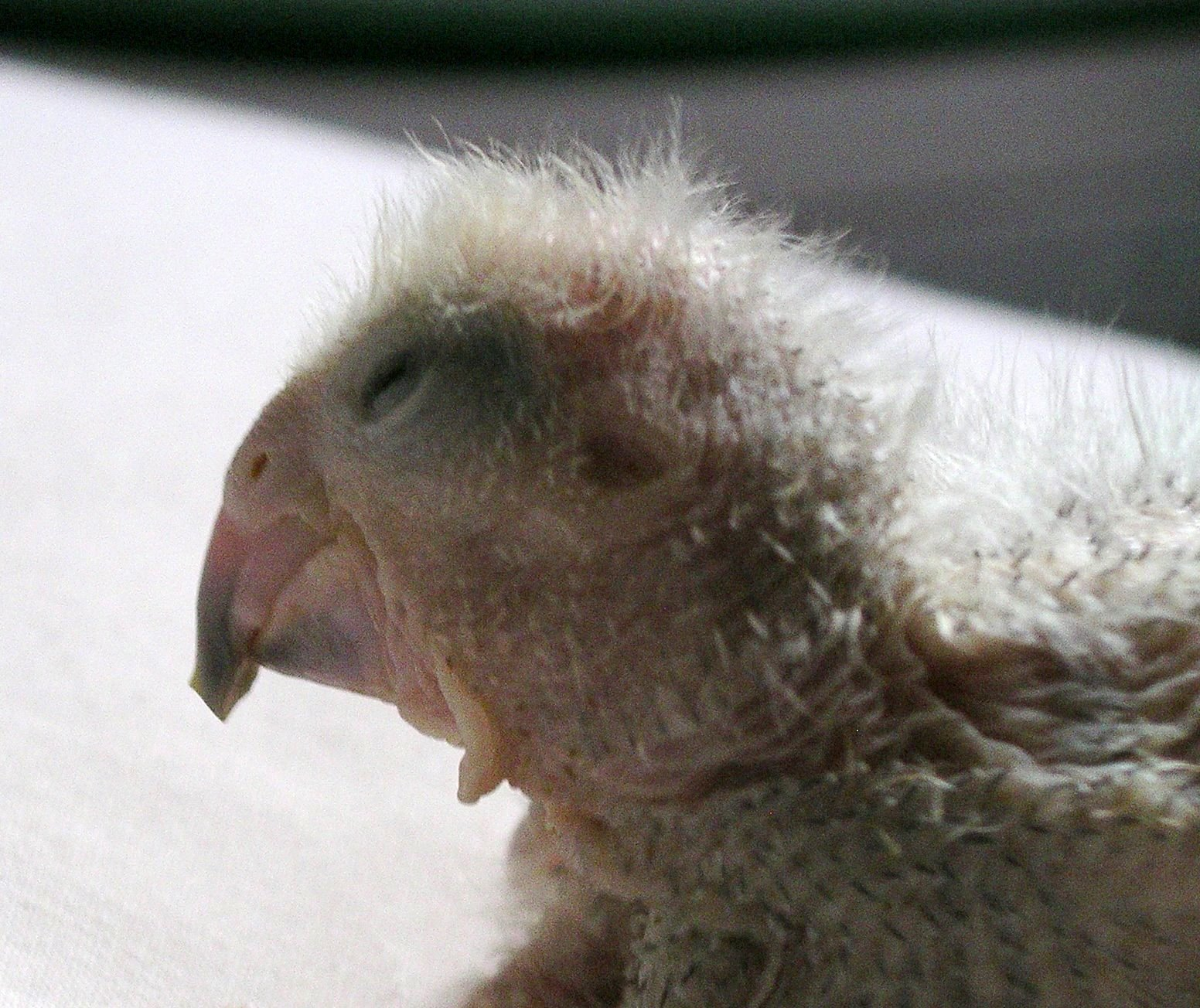
Um filhote de Periquito-da-guiné duas semanas depois da eclosão. O dente de ovo está situado na ponta da parte superior do seu bico.

O dente de ovo é uma pequena protuberância que possui a mesma forma de um dente. Essa estrutura se localiza na maxila e está presente em alguns grupos de vertebrados ovíparos. Essa estrutura possui formato cônico e é constituído de queratina. Possui função de quebrar as membranas do ovo no momento da eclosão. Está presente em espécie de serpentes, crocodilianos, lagartos, aves, mamíferos monotremados e tiranossauros. Quando o filhote sai do ovo essa estrutura desaparece progressivamente.